# Corsa lignicolora
Corsa lignicolora là một loài bướm đêm trong họ Noctuidae.